# Fotografía en Sudán

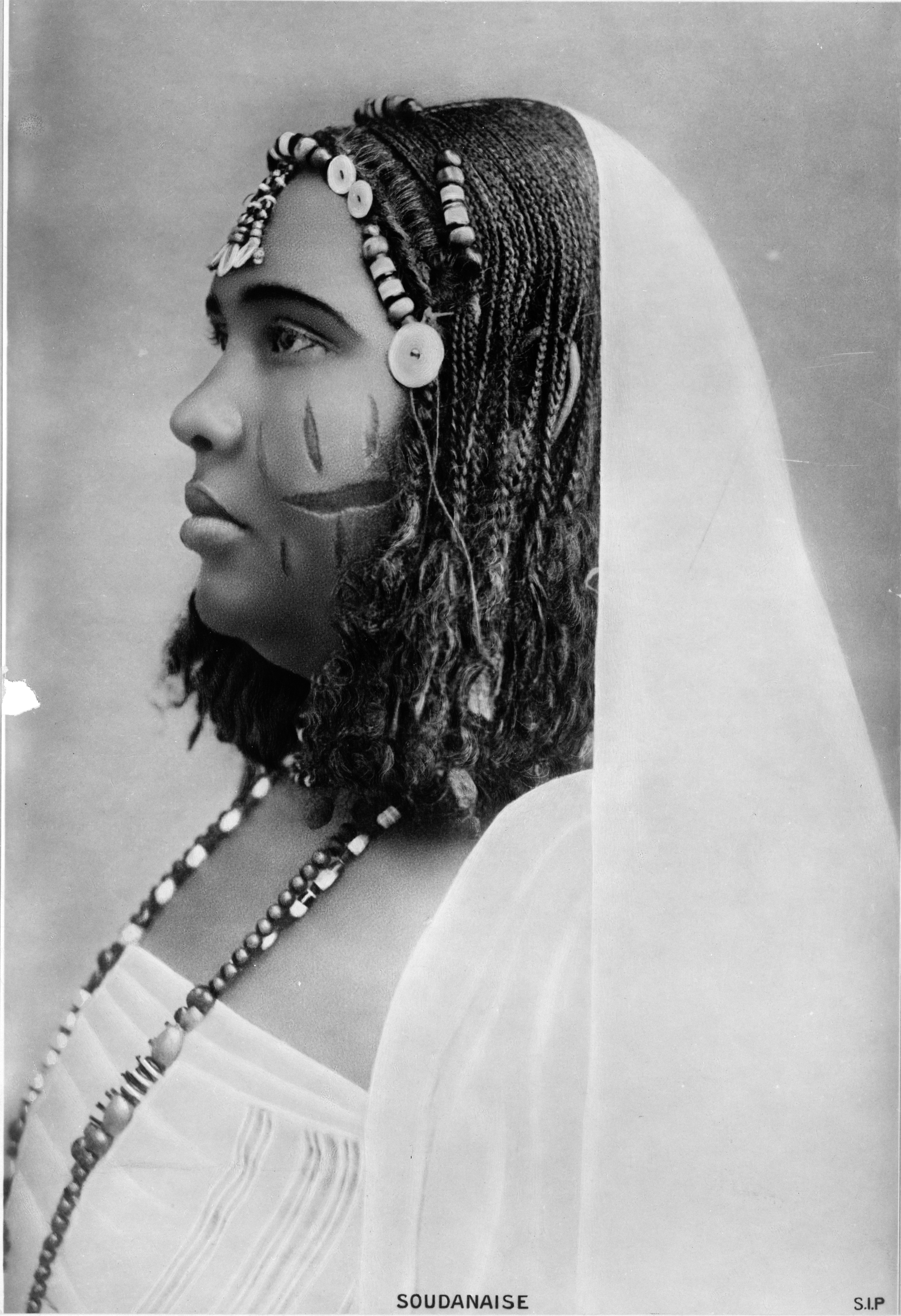
Mujer sudanesa con escarificaciones, Colección Frank y Frances Carpenter, por fotógrafo desconocido, entre 1890 y 1923.

Fotografía en Sudán se refiere tanto la cronología de la tecnología de fotográfica histórica, así como a las modernas y contemporáneas fotografías tomadas en el Sudán, con algunas de las fotografías más antiguas de la década de 1880 durante el gobierno anglo-egipcio. Al igual que en otros países, la creciente importancia de la fotografía para los medios de comunicación como los periódicos, así como para los fotógrafos aficionados, llevó a una mayor documentación fotográfica y al uso de fotografías en Sudán durante el siglo XX y más allá. En el siglo XXI, la fotografía en Sudán ha experimentado importantes cambios, principalmente debido a la fotografía digital y a la distribución a través de los medios sociales e Internet. Desde el principio, los fotógrafos en Sudán han sido a menudo extranjeros, que querían registrar lo que veían, y únicamente más tarde los fotógrafos sudaneses locales tuvieron acceso a las cámaras y a las oportunidades para fotografiar. 

## Fotografía en el Sudán colonial

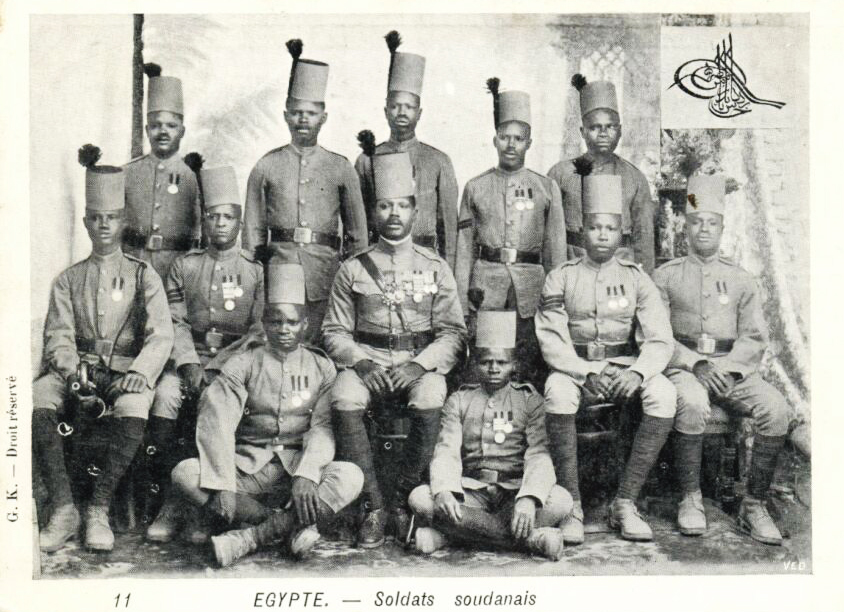
Soldados sudaneses en el ejército egipcio, 1899

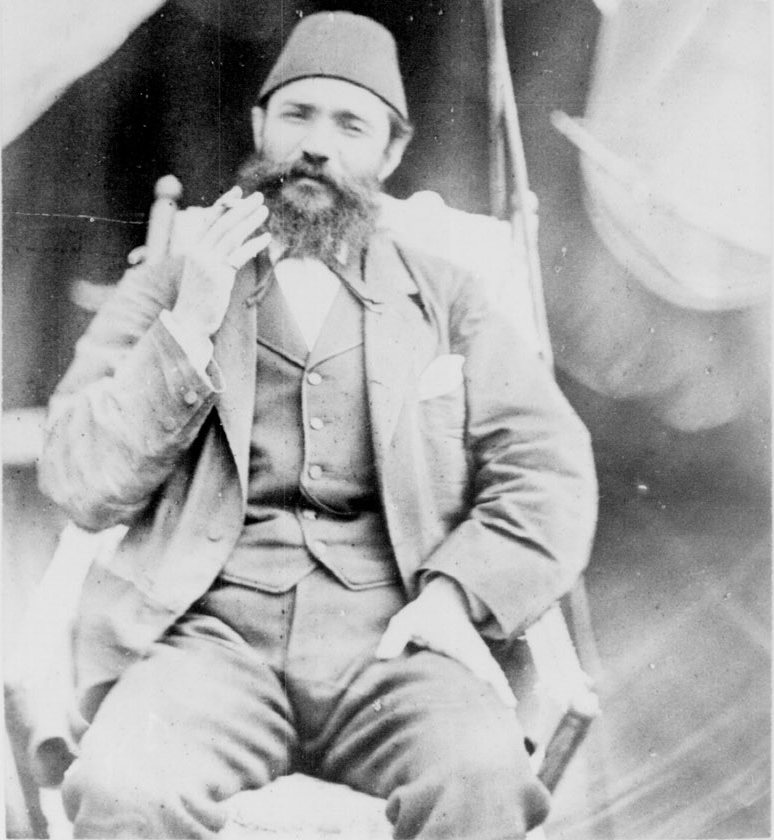
Nicola Leontides, el cónsul griego en Sudán, fotografiado en 1882 por el diplomático francés Louis Vossion.

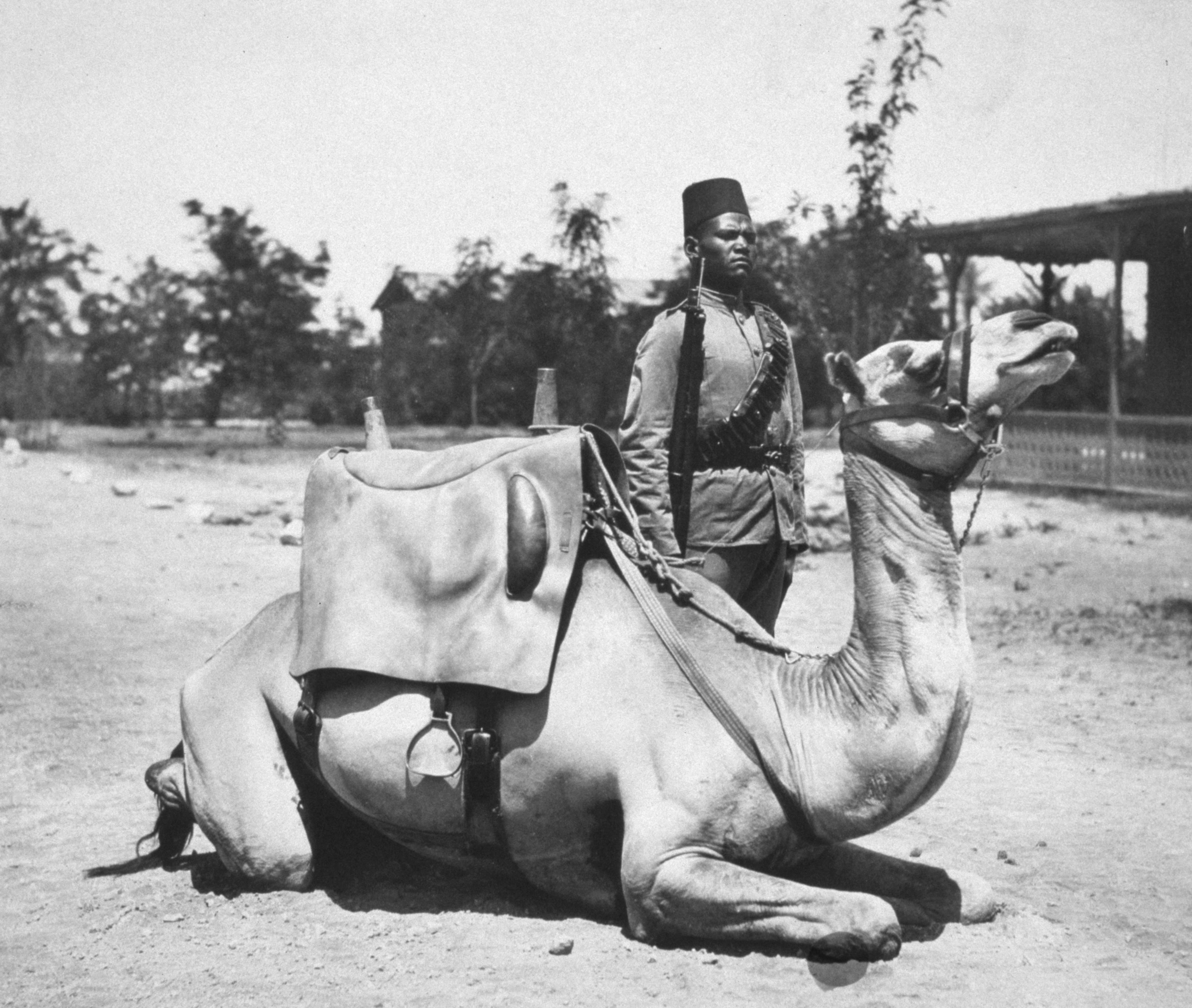
Sudán anglo egipcio, soldado de camellos del ejército británico, por Frank G. Carpenter, (1855-1924), a principios del.

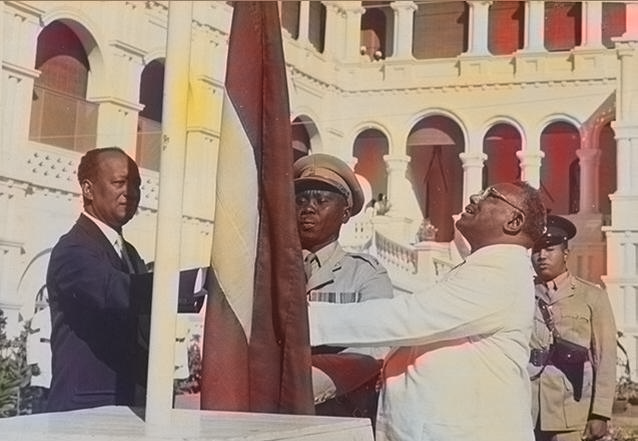
Bandera de Sudán levantada en la ceremonia de independencia, el 1 de enero de 1956, foto de Gadalla Gubara.

Las primeras fotografías existentes en Sudán fueron tomadas a principios de la década de 1880 por fotógrafos británicos, franceses o griegos para documentar a los oficiales coloniales u otros notables, como el cónsul griego Leontidis. Después del efímero Estado mahdista, la conquista anglo-egipcia de Sudán brindó nuevas oportunidades para fotografías de personas militares británicas. En ese momento, la primera tecnología de la fotografía era extremadamente difícil y costosa de usar, ya que se utilizaron cámaras de gran formato y placas de vidrio.
Un archivo de varios miles de fotografías, tomadas principalmente por funcionarios británicos y turistas durante los años 1899 y 1950, se conserva en el Archivo de Sudán de la Biblioteca Universitaria de Durham. En el libro, The Sudan: Fotografías del Archivo de Sudán, los autores han publicado 240 fotografías, que presentan «acontecimientos de importancia histórica o militar, hazañas de ingeniería, y la vida cotidiana y la recreación de los sudaneses y sus gobernantes temporales».
Una apreciación crítica de estos primeros fotógrafos no sudaneses y el interés de sus clientes por las imágenes exóticas de Sudán se expresa en la siguiente cita de un investigador danés sobre la cultura sudanesa:

En Sudán, muchas fotografías han sido producidas por ciudadanos británicos publicadas en Jartum y en otros lugares durante el condominio anglo-egipcio (1899-1956). Al igual que otros miles de europeos a lo largo de los imperios coloniales, los británicos dirigieron sus cámaras a las «escenas típicas» de la vida sudanesa: mercados al aire libre, vistas del Nilo, escenas de pesca, paisajes salvajes y naturales y, sobre todo, el propio pueblo sudanés. Muchas de estas fotografías fueron editadas como tarjetas postales —especialmente por Gordon Stationary and Bookstores en Khartoum—. Circulando a través de las colonias, Europa y América, estas fotografías forman un retrato evocador, exótico y fascinante del pueblo sudanés.
 Elsa Yvanez, Sudanese Clothing Through the Modern Lens.

Hasta donde se ha documentado, el primer fotógrafo sudanés que recibió formación profesional como camarógrafo de cine y, en mucho menor medida de fotografía, fue Gadalla Gubara, pionero del cine en Sudán y en África en general. Durante y después de la Segunda Guerra Mundial, filmó y fotografió muchos acontecimientos de actualidad, uno de los cuales fue el izamiento de la bandera sudanesa en el Día de la Independencia. Otro de los primeros fotógrafos sudaneses fue el fotógrafo autodidacta Rashid Mahdi (1923-2008). El fotógrafo francés Claude Iverné (*1963), que ha creado un importante número de imágenes en Sudán, se refirió a Rashid Mahdi como «sin duda el más sofisticado y uno de los principales fotógrafos africanos del siglo XX». En su página web, que pretende presentar una colección de unas 12.000 imágenes digitalizadas desde 1890 hasta ahora, Iverné ha publicado muchas fotografías de Rashid Mahdi, tanto de la propia colección de Mahdi como del Museo del muelle Branly - Jacques Chirac de París.
Un fotógrafo occidental profesional con un gran interés en los estilos de vida tradicionales en Sudán fue George Rodger, miembro fundador de Magnum Photos. Sus fotografías realizadas en 1948 y 1949 de los indígenas de las Montes Nuba, en la provincia sudanesa de Kordofán, y de los Latuka y otras tribus del sur de Sudán, han sido llamadas «algunas de las imágenes más importantes e influyentes tomadas en el África subsahariana durante el siglo XX». En 1951, publicó su ensayo fotográfico en la revista National Geographic, de gran difusión. Esto más tarde impulsó a la controvertida fotógrafa alemana Leni Riefenstahl a viajar a las montañas Nuba para realizar sus propios reportajes fotográficos sobre el pueblo Nuba.

## Fotografía en Sudán después de la independencia (1956)

### Archivo de Fotografías Históricas de Sudán - documentando los cambios en la sociedad sudanesa
En un reciente intento de recopilar y publicar fotografías históricas, el Archivo de Fotografía Histórica de Sudán en el Departamento de Historia de la Universidad de Jartum comenzó en 2017 a construir una biblioteca de imágenes sobre la historia de Sudán desde mediados del siglo XX. Según la página web del Archivo, «esta biblioteca incluye imágenes y libros que muestran todas las partes de la historia de Sudán desde los años 50 y 60, incluyendo los comienzos de la Universidad de Jartum, las actividades religiosas de las órdenes tariqa sudanesas, políticos prominentes, músicos, atletas y la vida cotidiana». Estas fotografías son accesibles tanto en el departamento como en línea.

### Los años dorados de la fotografía en Sudán (1950-70)

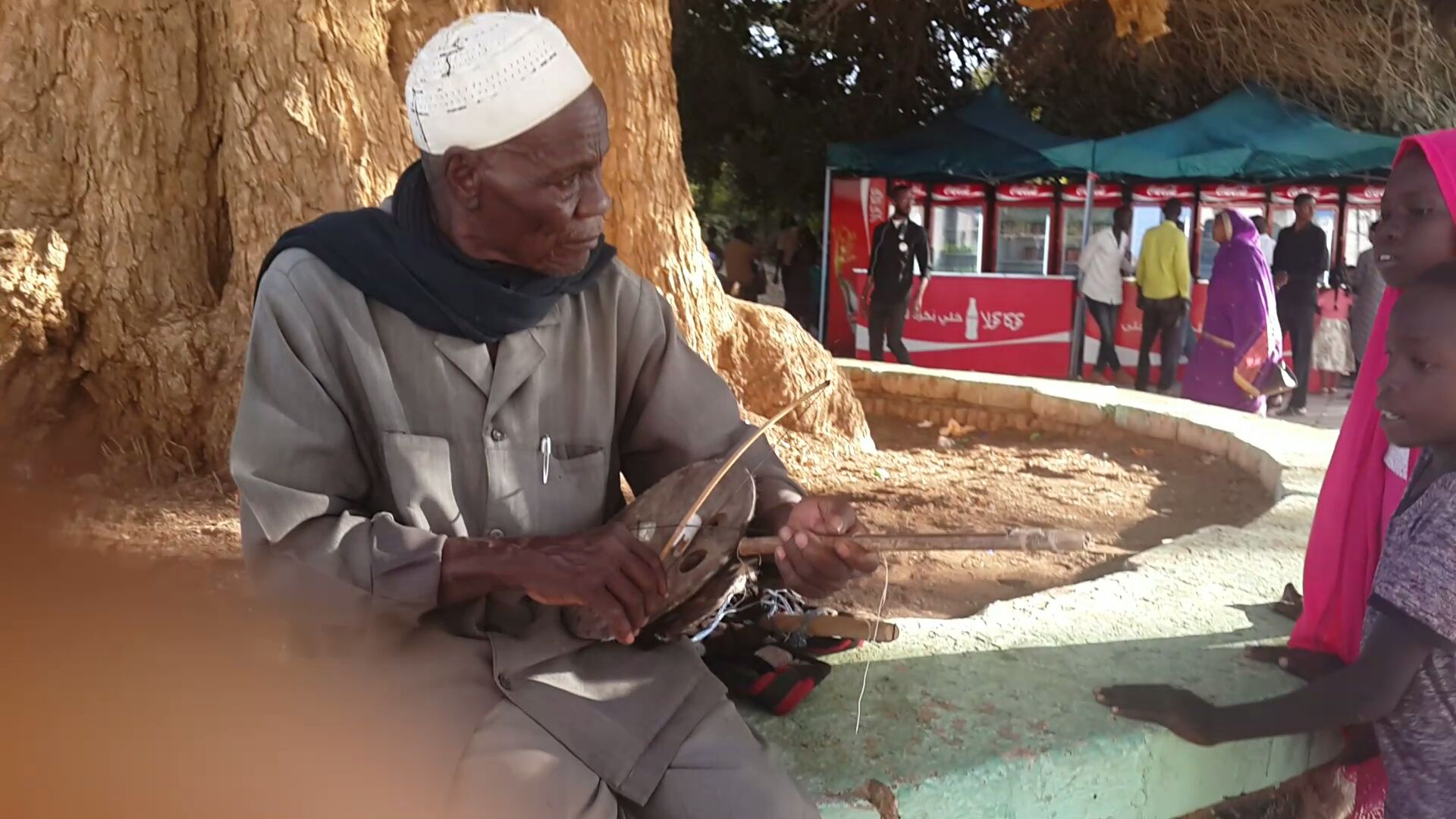
Un anciano sudanés con música del viejo folclore sudanés.(2017)

Los años anteriores a la independencia y hasta los años 70 han sido descritos como un período prolífico para la vida cultural en Sudán, «incluyendo desde la literatura, la música y el teatro hasta las artes visuales y escénicas». Muchos fotógrafos sudaneses de esta importante época se presentan en inglés con una breve biografía y fotografías en el sitio web francés ELNOUR, como Abbas Habib Allah, Ahmed Omar Addow, Djoua, Fouad Hamza Tibin, Mohamed Yahia Issa, Madani A A Gahory, Mohamed Abdarassul, Amin Rashid, Mohamed Adam Anagha, Omar Yahia Barram, Osman Hamid Khalifa, Richard Lokiden Wani o Shogui.

### Libros de fotos de Riefenstahl sobre los pueblos nuba
Basado en varios viajes a los montes Nuba en los años 60 y 70, cuando tenía más de 60 años, los libros de fotos de la fotógrafa alemana Leni Riefenstahl, que comprenden un total de 126 imágenes en color de personas Nuba en entornos tradicionales, se publicaron en 1974, como Die Nuba (traducido como The Last of the Nuba) y Die Nuba von Kau (The People of Kau). Para algunas de sus fotografías y escenas cinematográficas, Riefenstahl confió en el camarógrafo sudanés Gadalla Gubara, quien la acompañó a los montes Nuba. Ambos libros de fotografías se convirtieron en best-sellers internacionales y atrajeron mucha atención al estilo de vida arcaico de estas tribus en regiones de difícil acceso del Sudán. Tal vez la reacción crítica más conocida a la fotografía de Riefenstahl sobre los nuba fue la de la intelectual estadounidense Susan Sontag. Basándose en la anterior fascinación de Riefenstahl por los cuerpos humanos fuertes y sanos y en sus películas de propaganda para el gobierno de la Alemania nazi durante los años 20 y 30, Sontag escudriñó la «estética fascista» de estos libros de fotografías en su ensayo Fascinante fascismo, ampliamente leído. Escribió en el New York Review of Books en 1975, afirmó: «La dramaturgia fascista se centra en las transacciones orgiásticas entre las fuerzas poderosas y sus títeres». A este tipo de crítica a la visión e interpretación del extranjero sobre los arcaicos estilos de vida africanos se unió su colección de ensayos sobre fotografía, donde Sontag sostiene que la proliferación de imágenes fotográficas había empezado a establecer una «relación voyeurista crónica» del público.

### Fotografía de viajes y fotoperiodismo en Sudán

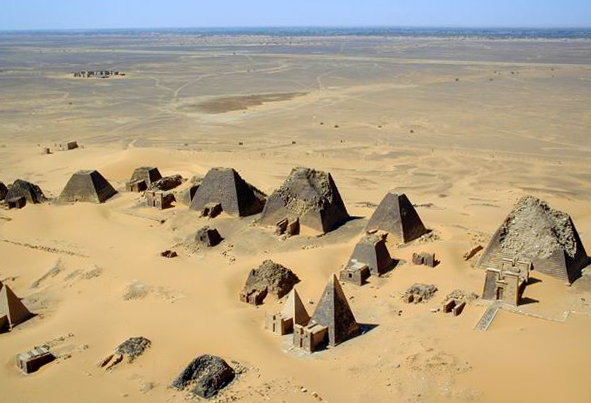
Vista aérea de las Pirámides nubias de Meroe, por B N Chagny, 2001

Con el auge de la fotografía en color, los llamados libros de mesa de café y las revistas ilustradas especializadas en fastuosos ensayos fotográficos y en el turismo internacional, evolucionaron varios estilos de fotografía documental, incluyendo reportajes fotográficos sobre el patrimonio histórico de Sudán, como las pirámides nubias. El amplio interés y las repercusiones sociales de la fotografía de viajes no únicamente se aplican a los fotógrafos profesionales, sino cada vez más a los turistas y a su fotografía privada y amateur. El aumento en el número de turistas, tomando fotos en lugar de realmente observar o interactuar con sus destinos de viaje, también ha generado críticas por el comportamiento poco ético de los fotógrafos, especialmente con respecto a tomar fotografías en países no occidentales, y de crear «visiones exóticas» de culturas extranjeras. Sudán es uno de los destinos menos visitados, pero más «exóticos», no es una excepción a esto.
Después de haber documentado visualmente la cultura del pueblo Dinka en el sur de Sudán desde la década de 1970, las fotógrafas estadounidenses Carol Beckwith y Angela Fisher se han hecho famosas por sus imágenes estéticamente elaboradas de las antiguas formas de cría de ganado de los Dinka. Su ensayo fotográfico se presenta ampliamente en línea en el sitio web de Google Arts & Culture, proporcionando a los espectadores de todo el mundo una impresión artística de Sudán del Sur. Fotos similares de los Dinka y su ganado también forman parte de las conocidas imágenes del fotógrafo brasileño Sebastião Salgado sobre los estilos de vida arcaicos en África Oriental.

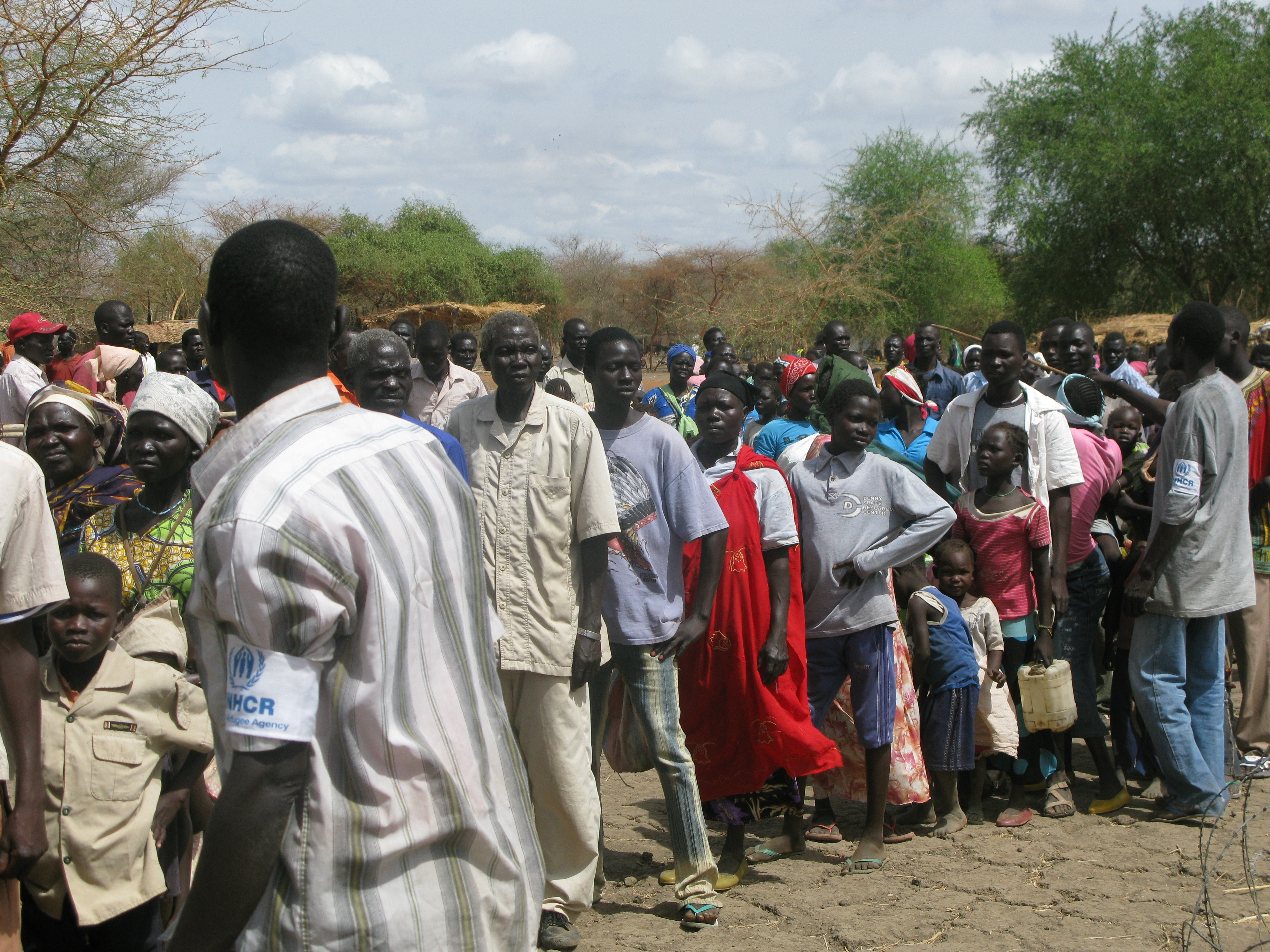
El ACNUR ayuda a los refugiados en el sur de Sudán, fotógrafo desconocido 2012.

Dado que la población de algunas regiones de Sudán ha estado sufriendo desplazamientos, guerra civil o tráfico de personas, esto también es cubierto regularmente por periodistas fotográficos y publicado para el resto del mundo. Los departamentos de relaciones públicas de las grandes agencias de la ONU como la Misión de las Naciones Unidas en Sudán (UNMIS) para el Mantenimiento de la Paz, la OMS o UNICEF, suelen emplear a fotógrafos profesionales del extranjero para sus reportajes fotográficos. Sin embargo, en algunos casos, fotógrafos sudaneses autodidactas como Sari Omer también han sido empleados para este tipo de fotografía documental, utilizando su conocimiento cultural de las poblaciones en cuestión.
En 1993, se publicó en todo el mundo la impactante imagen de una niño, que yacía sin vida en el suelo y era observado por un buitre sentado cerca, como recordatorio de la catástrofe humana en el sur del Sudán. El fotógrafo Kevin Carter, un fotoperiodista sudafricano, se dio a conocer por esta desgarradora imagen, llamada The vulture and the little girl. Según las preguntas sobre este encargo, Carter dijo más tarde que estaba conmocionado por la situación que acababa de fotografiar y que había ahuyentado al buitre. Al año siguiente, Carter ganó el premio Pulitzer de fotografía de fondo por esta obra, que había suscitado la preocupación de muchas personas por el comportamiento ético del fotógrafo y de los editores. Cuatro meses después de ganar el prestigioso premio, Carter se suicidó a los 33 años.

## Fotografía en Sudán después de la década de 2010

### La fotografía digital y una nueva generación de fotógrafos sudaneses

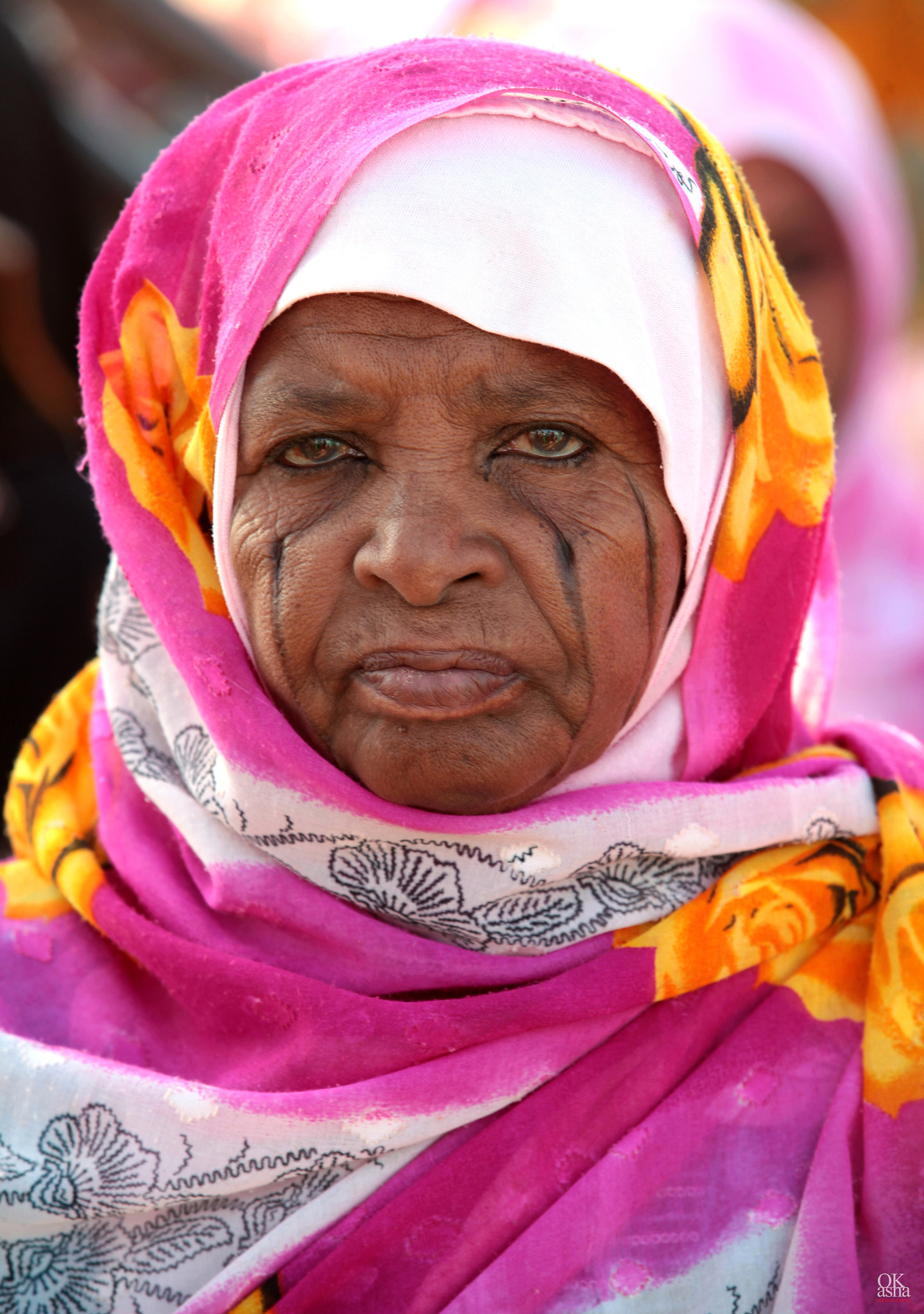
Mujer sudanesa con escarificación, por Okasha, Jartum 2013

Aunque no hay instituciones para la enseñanza de la fotografía en Sudán, las nuevas posibilidades técnicas de la fotografía digital, la edición de imágenes y el uso de Internet para aprender y compartir fotografías han hecho posible que un número cada vez mayor de jóvenes sudaneses se formen en fotografía.
Al igual que en otros países, la difusión de teléfonos móviles asequibles y las tarifas en línea han llevado a la mayoría de los jóvenes sudaneses a empezar a experimentar con la fotografía móvil y a compartir sus fotos o vídeos en los medios sociales.
En 2009, un grupo informal de aspirantes a fotógrafos creó el Grupo de fotógrafos sudaneses en Facebook. La idea de este grupo era tener un lugar virtual de fácil acceso para que todos los fotógrafos interesados se reunieran y compartieran ideas. En 2012, decidieron centrarse seriamente en el arte de la fotografía y encontraron un socio para establecer talleres en el centro cultural alemán de Jartum. Estos talleres fueron conducidos por fotógrafos profesionales invitados de Alemania, Sudáfrica y otros países africanos y se repitieron durante varios años. con asignaciones y encuentros de los fotógrafos entre ellos. De estos esfuerzos de formación continua, se organizaron exposiciones fotográficas denominadas Semana de la Fotografía de Mugran[34]. Desde entonces, algunos de los fotógrafos, en su mayoría autodidactas, han sido invitados a exposiciones internacionales como los Encuentros de Fotografía Africana en Bamako, y algunos de los fotógrafos han recibido becas para estudiar en el extranjero. Un ejemplo de ello son los Centros de Aprendizaje de Fotografía en África (CLPA), una red creciente de estructuras independientes de formación en fotografía que han incluido a fotógrafos como Ala Kheir y otros de Sudán, así como fotógrafos de otros países africanos.

### Retos comerciales y expresión política a través de la fotografía
Otro factor limitante para los fotógrafos profesionales es la baja demanda de fotografía comercial. Únicamente unas pocas empresas están gastando dinero en fotografías locales para productos impresos o vallas publicitarias, y esto se aplica también al marketing comercial en Internet. El otro sector comercial que presenta oportunidades para los fotógrafos y videoartistas comerciales es el de la fotografía de los recién casados y sus familias. Como las familias en Sudán a menudo gastan mucho esfuerzo y dinero en la fotografía que documenta las bodas, algunos fotógrafos se han especializado en esta forma de fotografía de modas. A pesar de estas limitaciones, hay muchos fotógrafos sudaneses que experimentan con todo tipo de fotografía, desde la fotografía callejera hasta la fotografía de Bellas Artes o incluso la experimental.
Tras los recientes cambios en el gobierno sudanés, se abren nuevas posibilidades de expresión artística, de acción pública o de participación ciudadana en la sociedad. La importancia de las fotografías para tales expresiones de participación política se hizo evidente con la imagen icónica de la estudiante sudanesa Alaa Salah, que ganó la atención de los medios de comunicación de todo el mundo a través de una foto suya tomada durante la revolución sudanesa en 2019 por la fotógrafa aficionada Lana Haroun en su teléfono inteligente.

## Destacados fotógrafos sudaneses contemporáneos

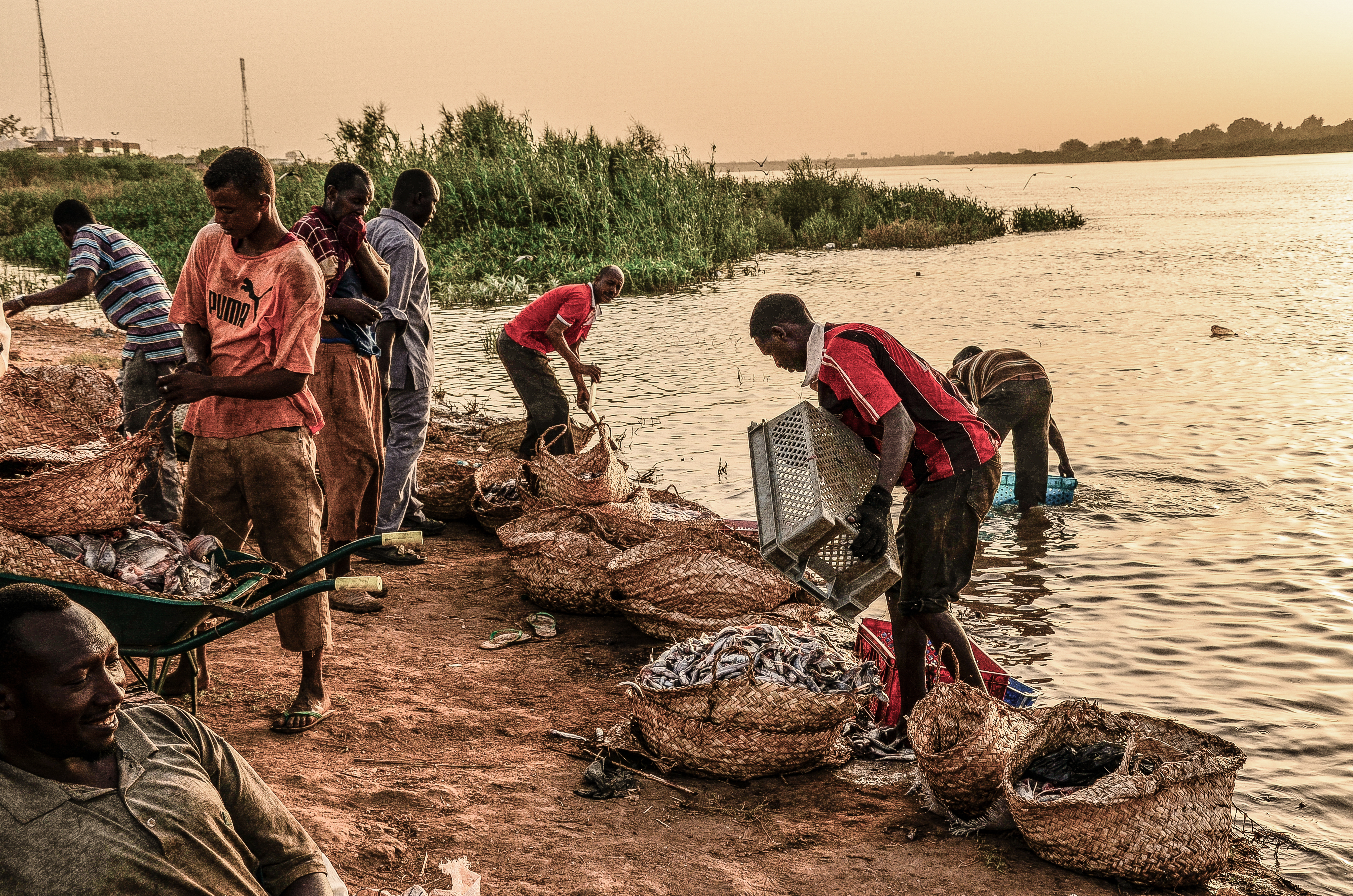
La pesca en el río Nilo, por Eythar Gubara.

Algunos de los fotógrafos sudaneses contemporáneos destacados incluyen a los fotoperiodistas profesionales Mohamed Noureldin Abdallah, quien ha cubierto Sudán para las noticias multimedia de Reuters durante más de 15 años y también es conocido por su fotografía imaginaria de bellas artes, y Ashraf Shazly, quien trabaja para Agence France-Presse / Getty Images en el Jartúm.
Otros fotógrafos notables son Ala Kheir, Mohamed Altoum, Hisham Karouri, Sharaf Mahzoub, Nagi Elhussain, Sari Omer, Atif Saad, Muhammad Salah, Wael Al Sanosi, alias Wellyce, Ahmad Abushakeema y los fotógrafos femeninos Ola Alsheikh, Salma Alnour, Soleyma Osman, Duha Mohamed, Eythar Gubara.
La mayoría de ellos son miembros del grupo de fotógrafos sudaneses y forman parte de la próxima generación de fotógrafos de Sudán desde la década de 2010.